# أليكس جروزا
أليكس جروزا (بالإنجليزية: Alex Groza) مواليد 07 أكتوبر 1926 في مارتينز فيري - الوفاة 21 يناير 1995، كان لاعب كرة سلة أمريكي بدأ مسيرته الاحترافية في سنة 1949 ويحمل الرقم 15. يبلغ طوله 6 قدم 7 بوصة (2.0 م). اعتزل اللعب في 1951.

## الميداليات
| الميدالية | المسابقة                       |
| --------- | ------------------------------ |
| ذهبية     | الألعاب الأولمبية الصيفية 1948 |

## روابط خارجية
- أليكس جروزا على موقع الاتحاد الدولي لكرة السلة (الإنجليزية)
- أليكس جروزا على موقع إن بي أي (الإنجليزية)
- أليكس جروزا على موقع سبورتس رفرنس (الإنجليزية)
- أليكس جروزا على موقع كلية كرة السلة في سبورتس رفرنس.كوم (الإنجليزية)
- أليكس جروزا على موقع ريلجم (الإنجليزية)
- أليكس جروزا على موقع بروبوليرز (الإنجليزية)
- أليكس جروزا على موقع سبورتس رفرنس (الإنجليزية)
- أليكس جروزا على موقع سبورتس رفرنس (الإنجليزية)
- أليكس جروزا على موقع اللجنة الأولمبية الدولية (الإنجليزية)
- أليكس جروزا على موقع أوليمبيديا (الإنجليزية)